# Ничков, Борис Владимирович
Борис Владимирович Ничков (бел. Барыс Уладзіміравіч Нічкоў; 24 сентября 1938 — 3 ноября 2018) — советский и белорусский музыкант-гобоист, музыкальный педагог. Заслуженный артист Белорусской ССР (1983), доктор искусствоведения (Россия, 2006).

## Биография
Родился 24 сентября 1938 года в Свердловске. Окончил Уральскую государственную консерваторию имени М. П. Мусоргского в 1961 году и Московский государственный музыкально-педагогический институт имени Гнесиных (1972 год, ассистентура-стажировка).
В 1960—1966 годах — солист Государственного народного оркестра Белорусской ССР. Выступал в составе Симфонического оркестра Национальной государственной телерадиокомпании Республики Беларусь и Национального академического Большого театра оперы и балета Республики Беларусь. Лауреат Республиканского конкурса исполнителей на духовых инструментах (1963).
В 1965—1968 годах — преподаватель кафедры камерного ансамбля оркестрового факультета Белорусской государственной консерватории имени П. И. Чайковского, с 1968 года — преподаватель кафедры деревянных духовых инструментов, профессор; в 1986—1991 годах — проректор по научной работе. В 1991—2014 годах — заведующий кафедрой деревянных духовых инструментов (ныне кафедра духовых инструментов и оркестрового дирижирования).
Кандидат искусствоведения (1999), доктор искусствоведения (2006).
В научные интересы Б. В. Ничкова входили история белорусской музыки и духовая инструментальная культура Белоруссии. Он был одним из основателей белорусской творческой школы исполнительства на деревянных духовых инструментов. Также был организатором и художественным руководителем ансамбля солистов Государственного оркестра симфонической и эстрадной музыки Беларуси с 1993 года. Член Белорусского союза музыкальных деятелей с 1991 года и Белорусского союза театральных деятелей с 1984 года.
Умер 3 ноября 2018 года. Оставил супругу Людмилу Николаевну, дочь Татьяну Чумак и внука Даниила.

## Награды
- Заслуженный артист Белорусской ССР (1983)
- Орден Франциска Скорины (4 ноября 1998) — за большой личный вклад в развитие музыкального искусства[6]

## Публикации
- Б. В. Ничков. Народные духовые инструменты в музыкальной культуре Белоруссии : Метод. пособие. — Минск: Респ. науч.-метод. центр нар. творчества и культ.-просвет. работы, 1981. — 39 с.